# レミー・コッヘ
レミー・コッヘ（Rémy Cogghe、元の名前の綴りは Rémi Coghe、1854年10月31日 - 1935年4月2日）はベルギー生まれの画家である。ベルギーとの国境に隣接するフランスのルーベを拠点に活動した。肖像画や風俗画を描いた。

## 略歴
ベルギーのエノー州のムスクロンで生まれた。父親は紡績職人で、コッヘが13歳になった時、家族はフランスの工業都市、ルーベに移った。ルーベの資本家に才能を認められて、支援を受け、ルーベの美術学校で学んだ後、1876年にパリに出てエコール・デ・ボザールでアレクサンドル・カバネルに学んだ。ベルギー国籍のため芸術家の登竜門である、フランスのローマ賞の応募資格がないことなどから、1879年にブリュッセル王立美術アカデミーに移り、ジョゼフ・スタラールトらに学んだ。1880年にアントウェルペンの美術アカデミーが審査するベルギーのローマ賞を受賞し、留学の奨学金を与えられた。
1880年から1885年の間、イタリア、スペイン、北アフリカなどを旅して、1885年にルーベに戻った。フランス芸術家協会の展覧会などのパリの展覧会に出展し、肖像画や風俗画を描き、人気のある画家となり、1893年にルーベにスタジオのついた邸を建てるほど成功した。

## 作品

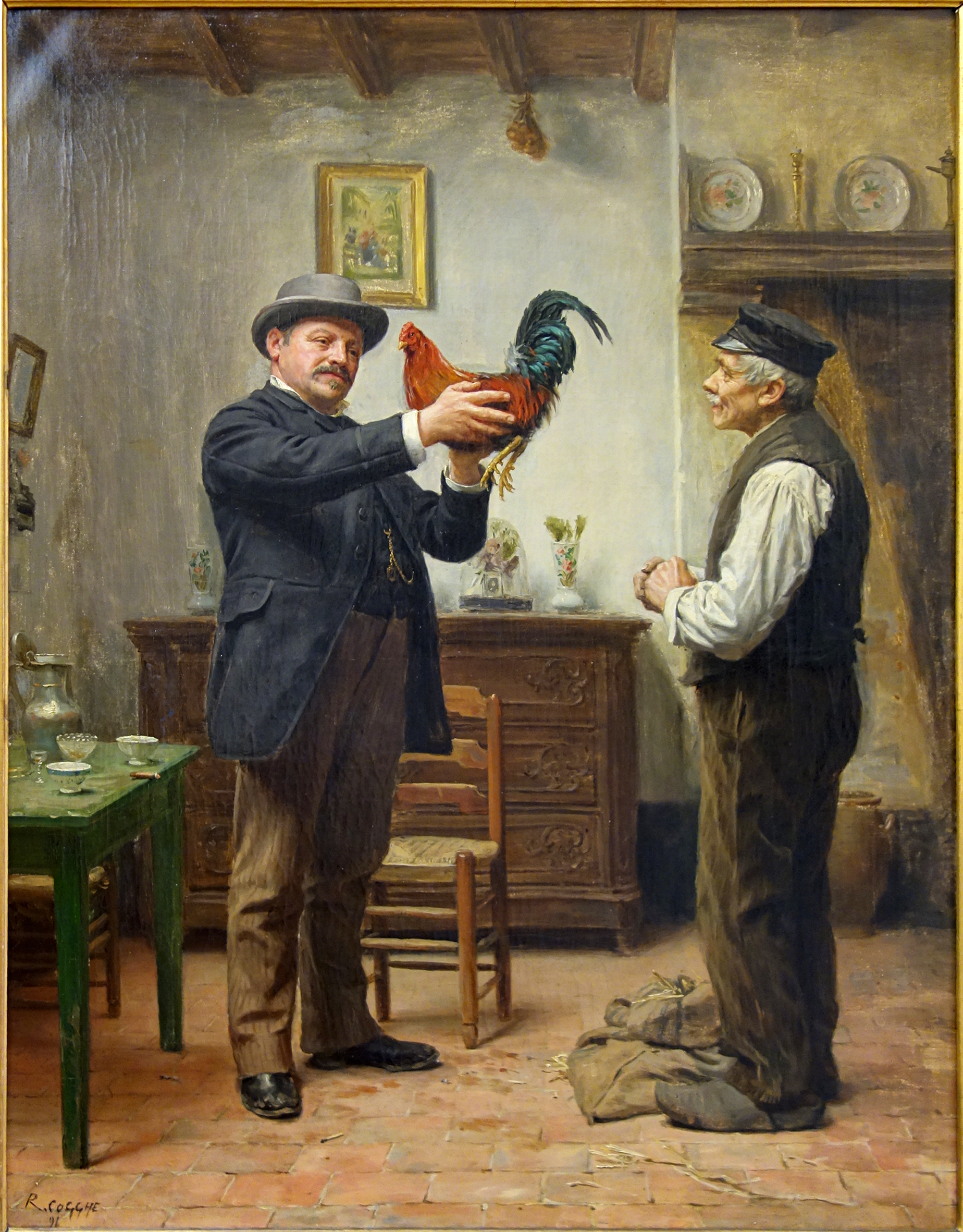
闘鶏のため飼育者を訪れる紳士(1891)
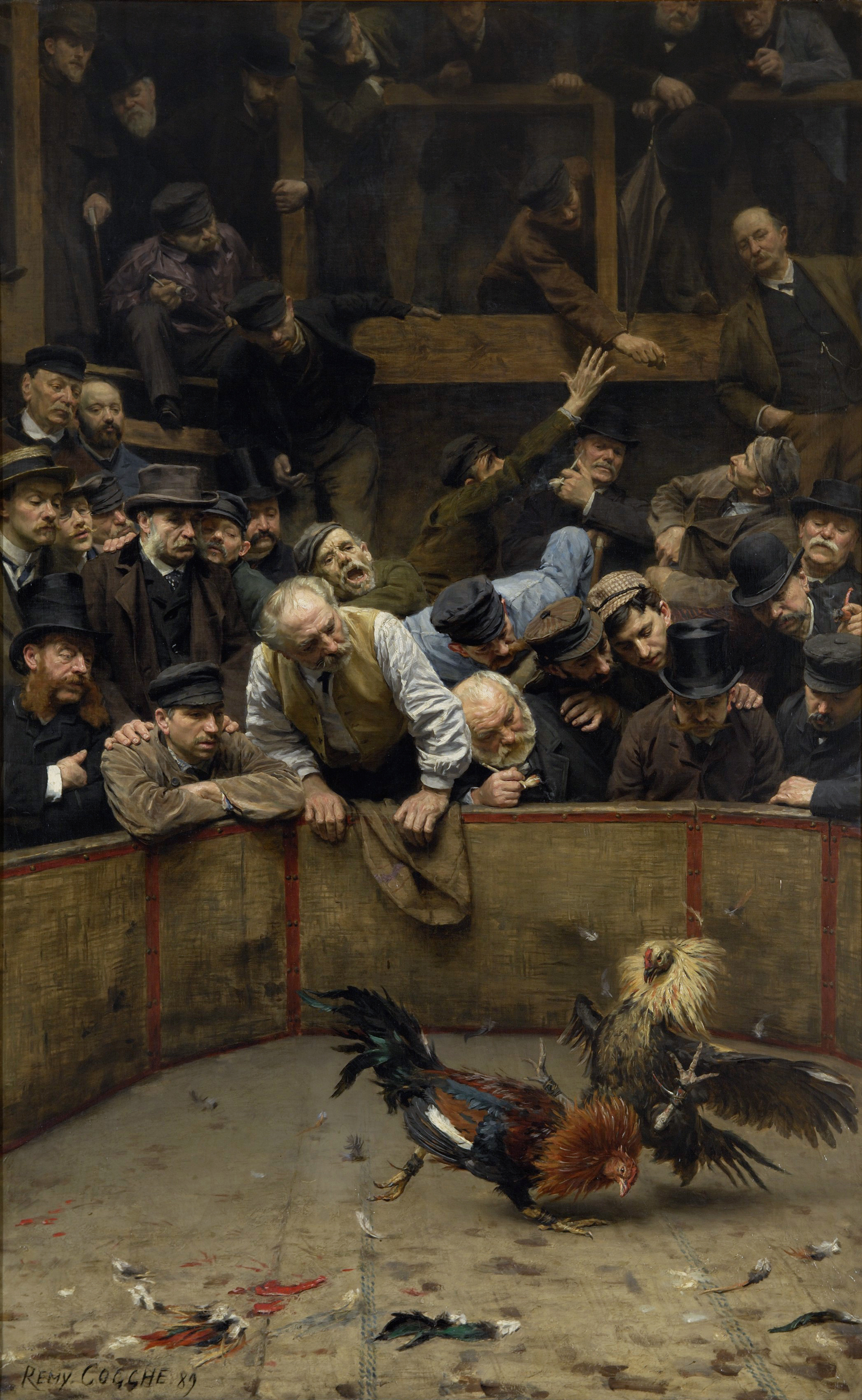
フランドルの闘鶏 (1889)
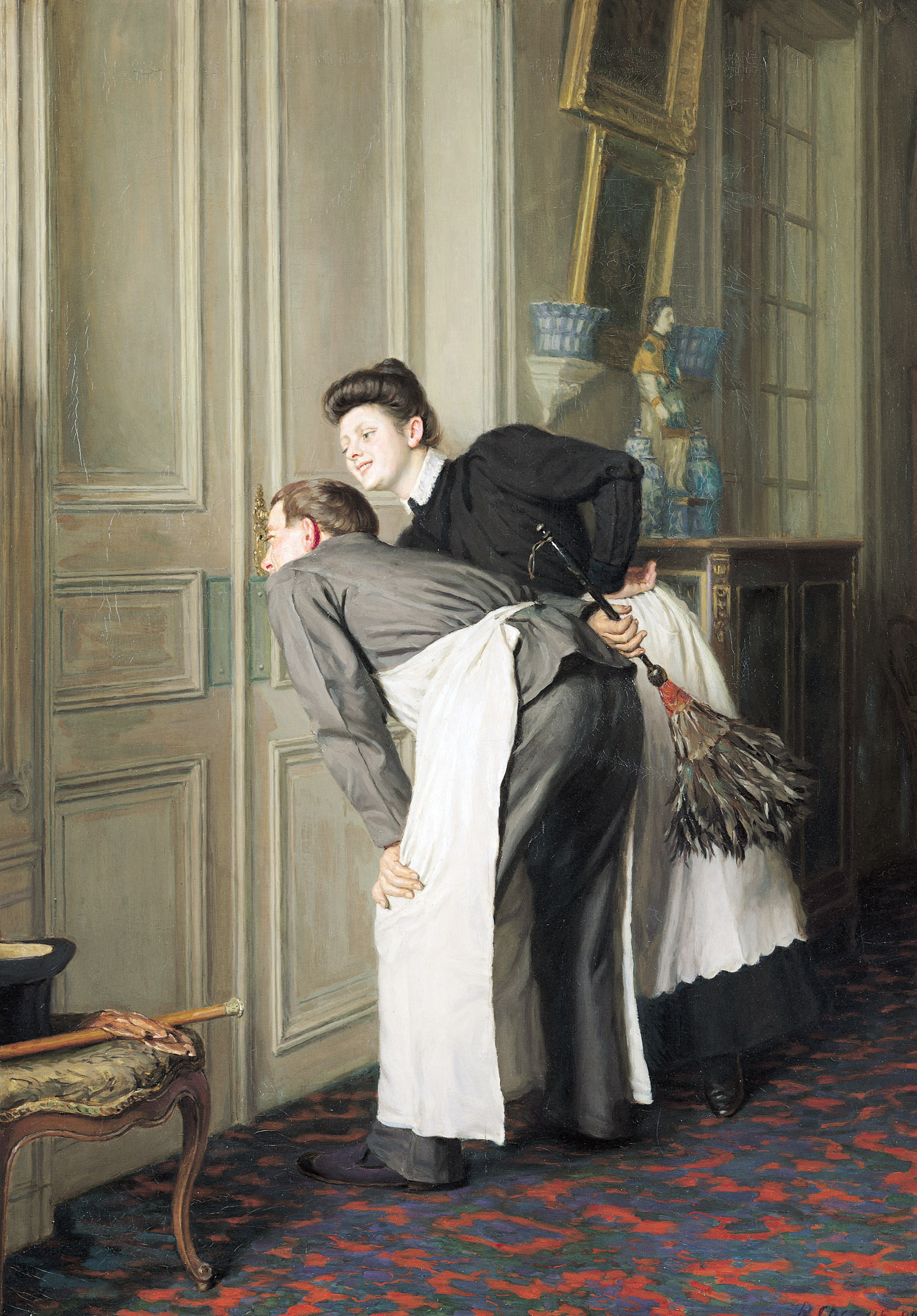
女主人に客が来たので (1908)
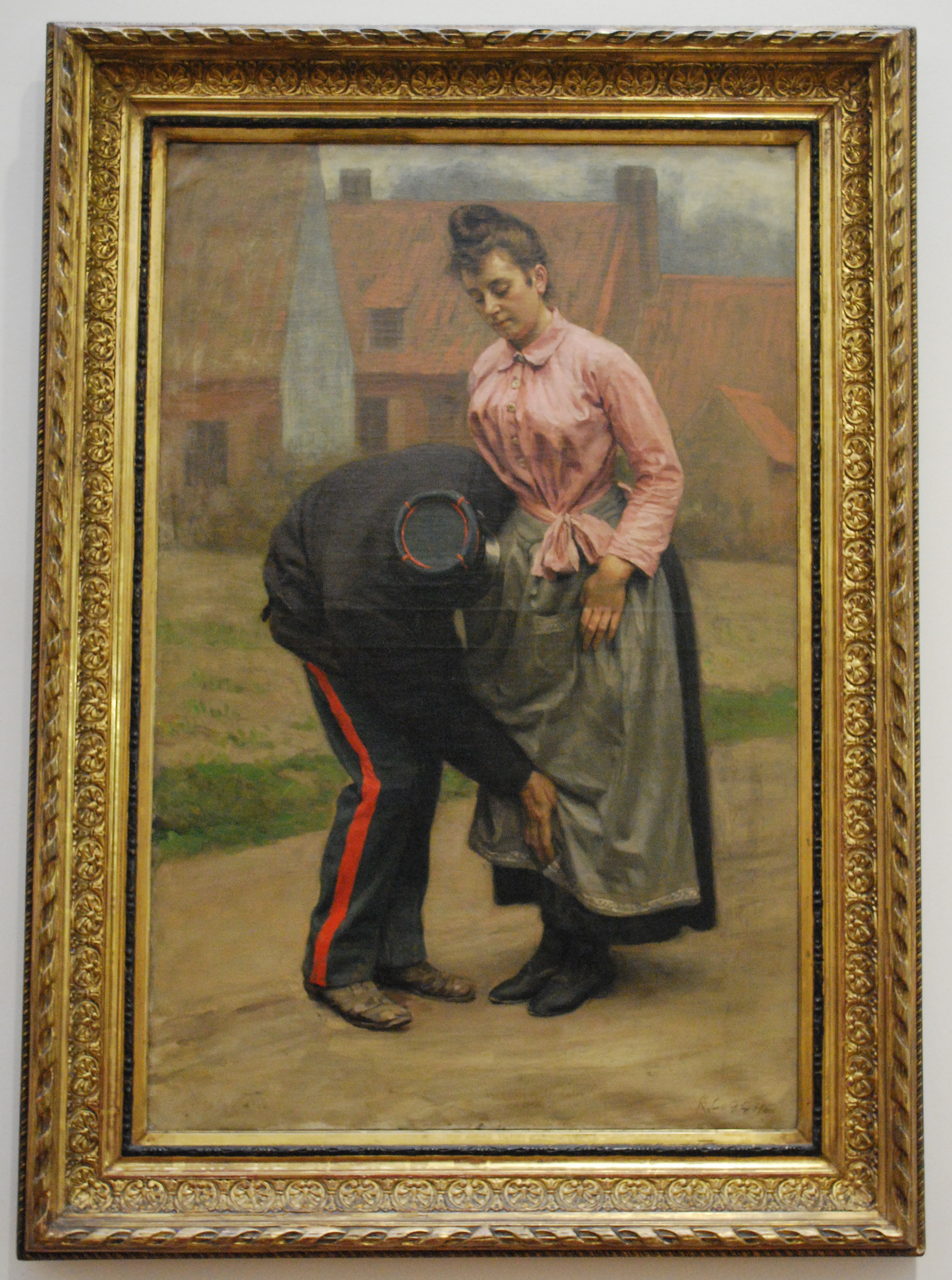
税関の検査

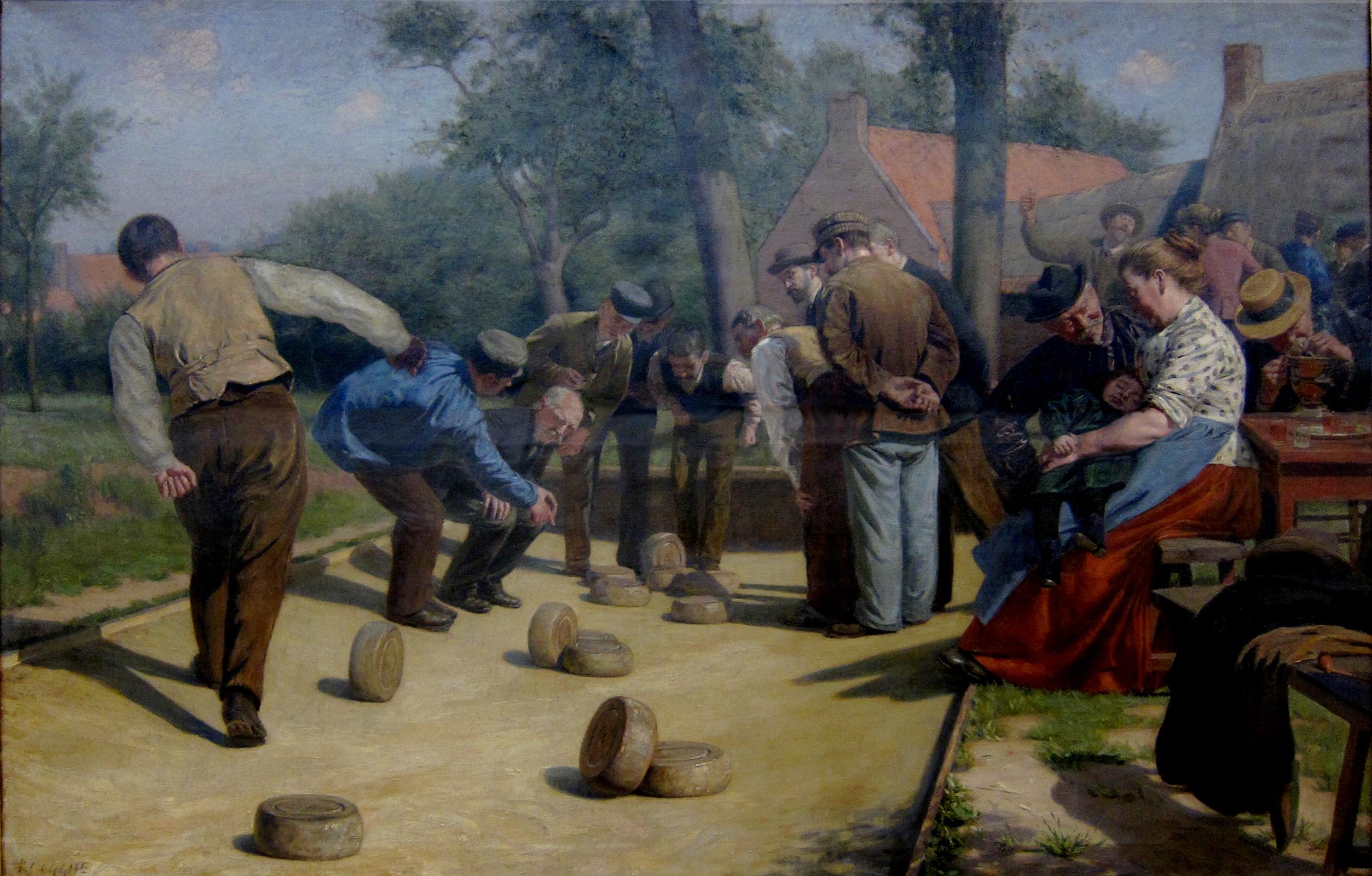
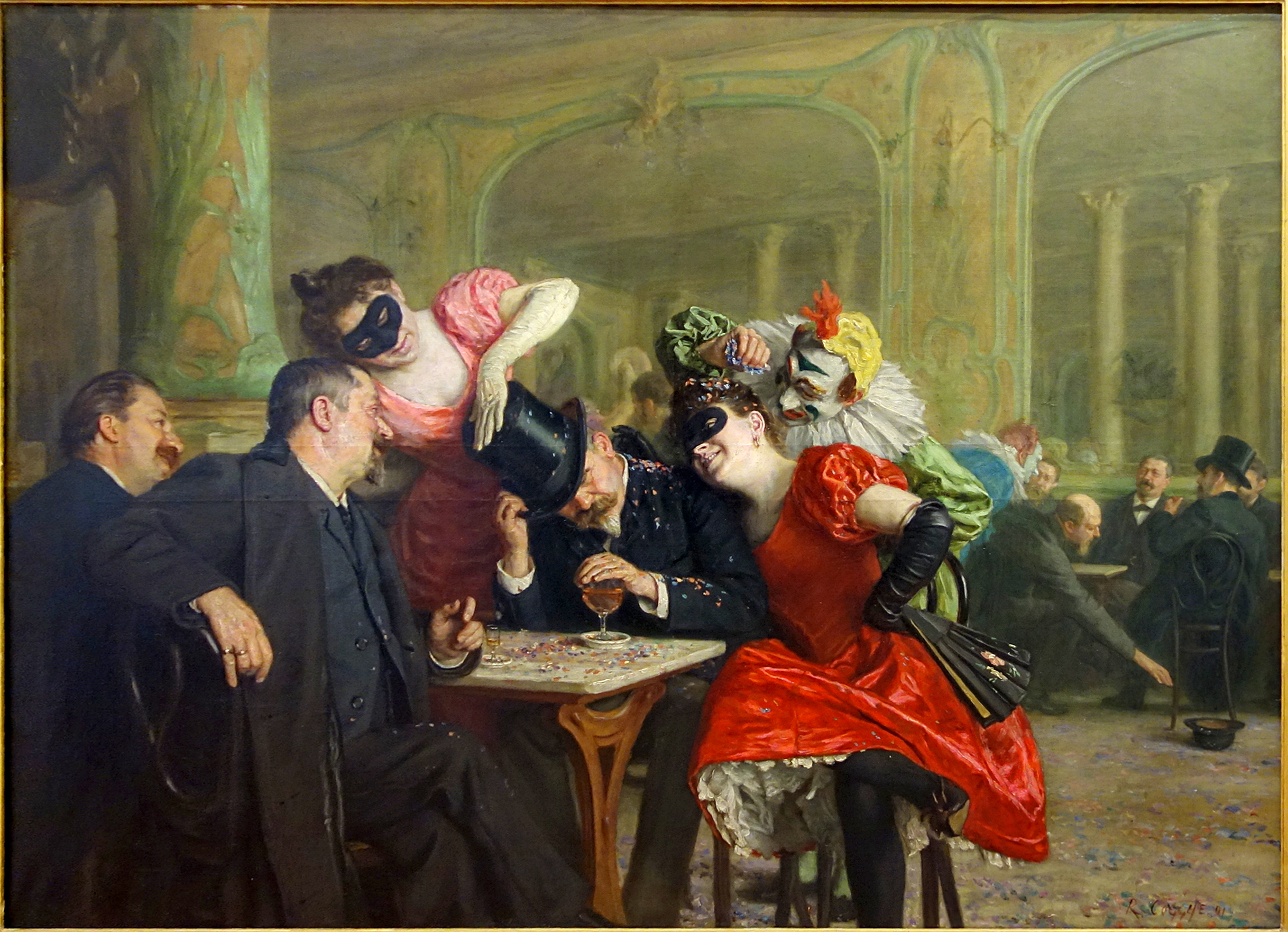
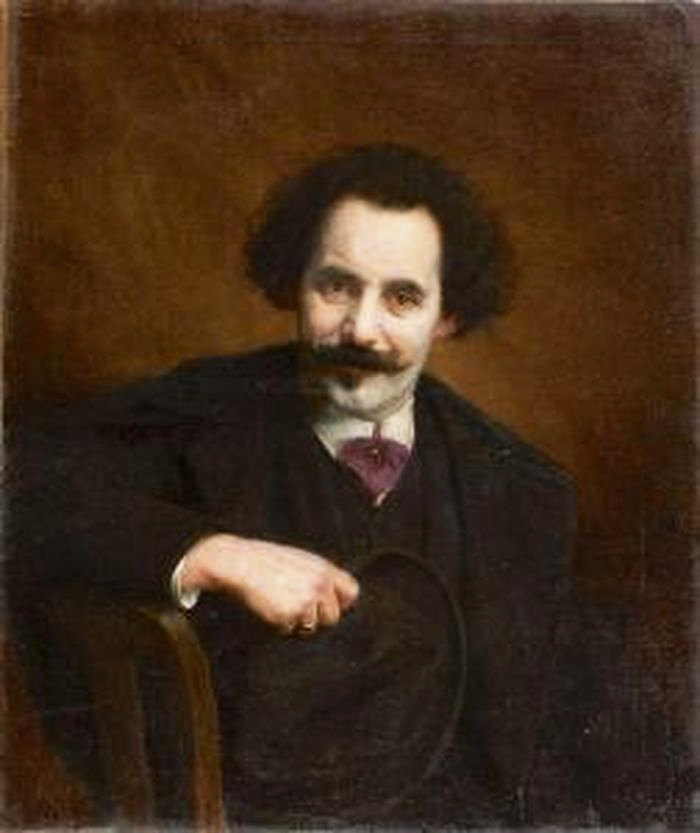
肖像画